# Fačkov
Fačkov este o comună slovacă, aflată în districtul Žilina din regiunea Žilina, pe malul râului Rajčanka⁠(d). Localitatea se află la altitudinea de 536 m deasupra n.m., se întinde pe o suprafață de 37,51 km2 și în 2017 număra 640 de locuitori.

## Istoric
Localitatea Fačkov este atestată documentar din 1351.

## Demografie
| An:                | 1994 | 2004   | 2014    | 2024   |
| ------------------ | ---- | ------ | ------- | ------ |
| Număr de persoane: | 805  | 736    | 657     | 666    |
| Diferență:         |      | −8,57% | −10,73% | +1,36% |

| An:                | 2023 | 2024   |
| ------------------ | ---- | ------ |
| Număr de persoane: | 670  | 666    |
| Diferență:         |      | −0,59% |